# Kočičí hrádek (Lukavice)
Kočičí hrádek je bývalé strážiště nebo tvrz nad levým břehem říčky Ležák, cca 700 m nad mostem v lomu na silnici Lukavice-Žumberk.

## Historie
Tvrz Kočičí hrádek vznikla za vladyků Lukavských z Lukavice v polovině 14. století a v následujícím století zanikla. V současné době ji tvoří vegetací zarostlá čtyřhranná plošina, chráněná na východě srázem k říčce Ležák, na ostatních stranách pozůstatky až 4 m hlubokého příkopu a valu, na jihozápadě zdvojeného. Neobvyklé terénní úpravy jsou dobře patrné i ze silnice Lukavice-Žumberk, která se Kočičímu hrádku obloukem vyhýbá.